# آفا فون جوتفايج
آفا فون جوتفايج (بالألمانية: Ava)‏ Ava von Göttweig وتسمى أيضا السيدة آفا Frau Ava أو آفا فون ميلك Ava von Melk (ولدت سنة 1060 تقريبا – وماتت في 7 فبراير 1127 في كلاينفين قرب Göttweig) هي أول شاعرة يذكر اسمها في تاريخ الأدب الألماني.

## حياتها
تزوجت آفا وأنجبت ابنين هما هارتمان وهاينريش، أصبحا من رجال الدين وكان يشجعان أمهما في قصائدها الدينية. ففي قصيدتها «يوم الحساب» Das Jüngste Gericht تذكرهما في نهاية القصيدة.
تأثرت السيدة آفا في أدبها الشعري بمفكرين مسيحيين كبار من بينهم بيدا وهرابانوس ماوروس وألكوين وأدسوس وغيرهم. وتدور قصائدها حول موضوع الوجود والخليقة ونهاية الكنيسة المسيحية. ويكمن أهم ما في شعرها في أنها ضمنت عناصر مشهورة في عصرها وحتى عصرنا كالثور والحمار، في قصائد تتناول قصص وعظات الإنجيل. وكانت أيضا تدمج القصص الموضوعة والملفقة عن المسيح والمسيحية في أشعارها.
يوجد في كلاينفين الآن برج سمى باسم «آفاتورم» Avaturm. كما أن كنيسة القديس بلازين في كلاينفين تقوم حاليا مكان الكنيسة الصغيرة التي كانت موجودة على عهد السيدة آفا.

## من أعمالها
- يوحنا
- حياة يسوع
- عدو المسيح
- يوم الحساب